# Firefox Send
Firefox Send（ファイアフォックス・センド）は、Mozilla Foundationが提供するファイル共有サービスである。2019年1月22日まで、Firefox Test Pilotにおいて運営されたのち、Firefox Lockwiseなどと共に2019年3月12日から独立して運営されている。2020年にサービス終了。

## 概要
DropboxやMicrosoft OneDriveなどのクラウドストレージサービスで提供されるファイル共有機能と同様の機能を持ち、Firefoxアカウントにログインしない状態では最大1GB、ログイン状態では最大2.5GBまでのファイルを共有可能である。ただしファイルは、有効期限を指定しなくても1週間で削除される。なお、ファイルをアップロードおよびダウンロードする際に用いるウェブブラウザはFirefoxである必要はない。
共有する際には暗号化されて保存され、共有リンクの有効期間やダウンロード回数の上限を指定することによって、セキュリティを高めることが可能である。Mozilla Foundationは公式ブログにおいて、エンドツーエンドの暗号化がなされて保存される上、前述のセキュリティ対策が可能なため、他のファイル共有サービスと比較して安全であるとしている。

## 経歴
Firefox Sendは2019年3月12日に、2017年8月からの試行期間を経て公開された。その後、サービスがマルウェアを送信するといったサイバー犯罪に使われているとの報告により、2020年7月7日から一時的にサービスを停止していた。
2020年9月17日、Mozilla CorporationはFirefox Sendを同日付けで終了すると発表した 。